# Чернево (Поморське воєводство)
Чернево (пол. Czerniewo, нім. Scherniau) — село в Польщі, у гміні Тромбки-Великі Ґданського повіту Поморського воєводства.
Населення — 289 осіб (2011).
У 1975-1998 роках село належало до Гданського воєводства.

## Демографія
Демографічна структура станом на 31 березня 2011 року:
|          | Загалом | Допрацездатний вік | Працездатний вік | Постпрацездатний вік |
| -------- | ------- | ------------------ | ---------------- | -------------------- |
| Чоловіки | 150     | 36                 | 98               | 16                   |
| Жінки    | 139     | 24                 | 90               | 25                   |
| Разом    | 289     | 60                 | 188              | 41                   |